# Moss Lane

Moss Lane är en multiarena i Altrincham, England (ca 13 km sydväst om Manchester). Den är hemmaplan för Altrincham och tar 6 150 åskådare. För närvarande används den mest för fotboll.
Fram till 2005 spelade Manchester Uniteds reservlag sina hemmamatcher på arenan.